# Saint-Félix-de-Tournegat
Saint-Félix-de-Tournegat är en kommun i departementet Ariège i regionen Occitanien i södra Frankrike. Kommunen ligger  i kantonen Mirepoix som ligger i arrondissementet Pamiers. År 2022 hade Saint-Félix-de-Tournegat 152 invånare.

## Befolkningsutveckling
Antalet invånare i kommunen Saint-Félix-de-Tournegat
Referens: INSEE